# 戈麦斯 (奇里基省)
戈麦斯是巴拿马奇里基省布加瓦区的一个城市。 该市面积为40.8平方（15.8平方英里），2010年时人口为2,702，故其人口密度为66.2名居民每平方（171名居民每平方英里）。 1990年时人口为2,468，2000年时人口为2,422。